# ヴィジョン・オブ・ザ・シーズ
ヴィジョン・オブ・ザ・シーズ（Vision of the Seas）は、ロイヤル・カリビアン・インターナショナルが運航しているクルーズ客船。

## 概要
フランスのアトランティーク造船所で建造され、1998年に就航した。